# Anton Frederik Tscherning

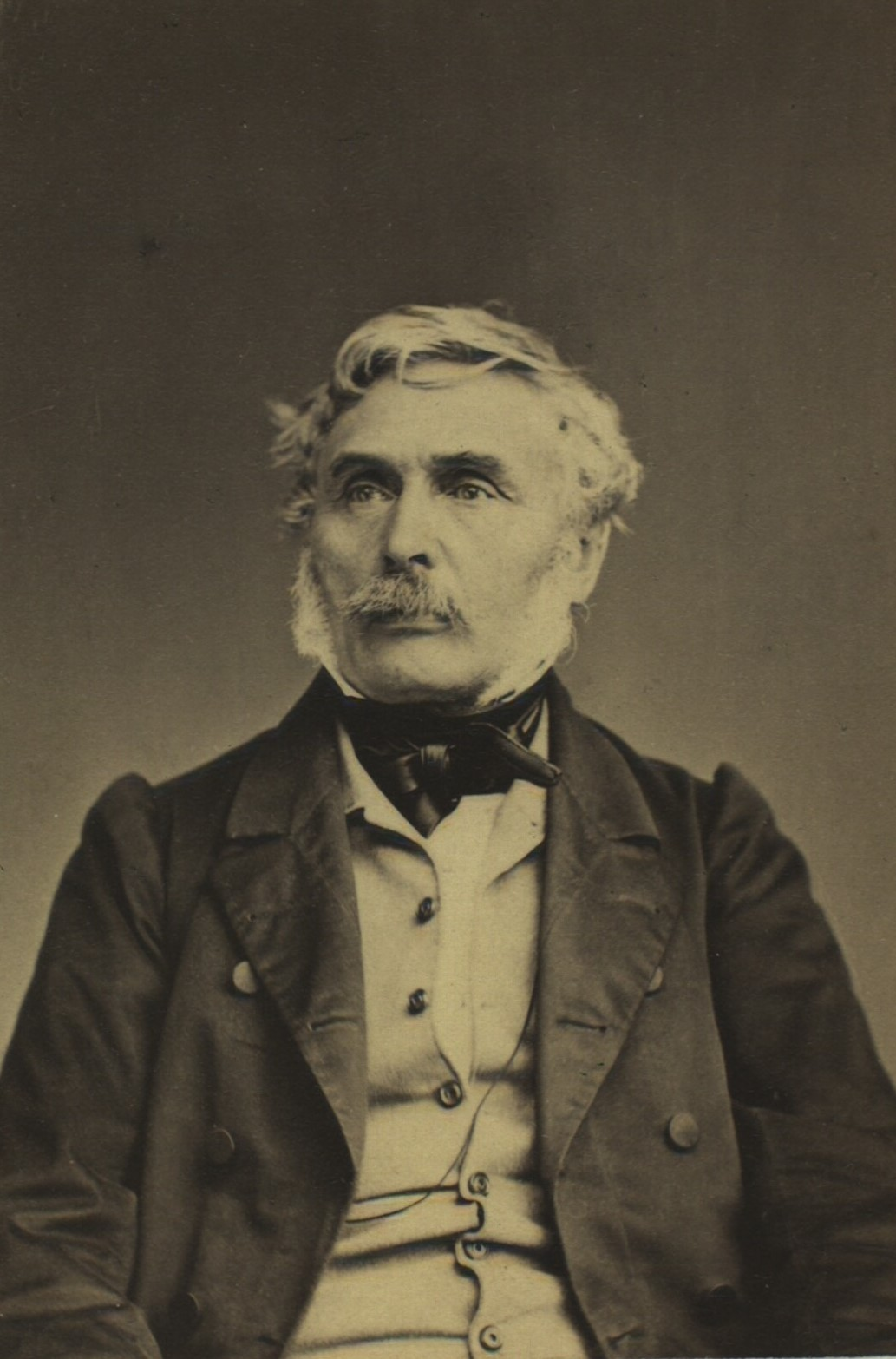
Tscherning in den 1860er Jahren

Anton Frederik Tscherning (* 12. Dezember 1795 in Frederiksværk; † 29. Juni 1874 in Kopenhagen) war ein dänischer Offizier, Politiker und Heeresreformer.

## Leben
Tschernings Vater war der Offizier, zuletzt Oberst, Eilert Tscherning (1767–1832), seine Mutter war dessen Gattin Marie, geb. Lützow (1767–1830). Mit neun Jahren wurde Tscherning als Freiwilliger bei der Artillerie eingeschrieben, und nach seiner Konfirmation begann seine militärische Ausbildung. Weil er früh demokratisch orientiert war und das militärische System Dänemarks kritisierte, wurde er 1833 bis 1838 für einen Studienaufenthalt, der in der Praxis einer Verbannung gleichkam, ins Ausland geschickt. 1841 verließ er das Heer endgültig mit dem Range eines Kapitäns und wurde eine wichtige Persönlichkeit der politischen Opposition in Kopenhagen. Als solcher war er Mitgründer der Bondevennernes Selskab, deren Vorsitzender er ab 1846 war. Im Märzministerium diente er – in den Rang eines Obersts befördert – als Kriegsminister und bewies große organisatorische Fähigkeiten. So führte er etwa die allgemeine Wehrpflicht ein, griff aber unglücklich in die militärische Führung ein. 1849 bis 1866 war Tscherning Venstre-Abgeordneter im Folketing, wo er eine selbstständig agierende Führungspersönlichkeit war. Im Dänischen Reichstag war er eine leitende Figur und galt als einer der besten Redner. Von 1859 bis 1864 war er Mitglied des Finanzausschusses. Im Jahre 1866 zog er sich aus Protest gegen die Verfassungsänderung aus der Politik zurück.
Tscherning war zeitlebens ein Gegner des Standesdenkens und Befürworter der Bauernbewegung. Zudem war er Gegner der Eiderpolitik.

## Ehe und Nachkommen
Am 27. August 1845 heiratete Tschnerning die Malerin Eleonora Christine Lützow (1817–1890), Adoptivtochter des Offiziers Adam Tobias Lützow (1775–1844) und dessen Gattin Bodil Rasmussen (1790–1865). Der Ehe entsprangen fünf Kinder:
- Marie Elisabeth Tscherning (1847–?)
- Anthonie Eleonore Tscherning (1849–1926)
- Eilert Adam Tscherning (1851–1919)
- Johan Andreas Tscherning (1853–1918)
- Sara Birgitte Tscherning (1855–1916)